# George Adams (cestista)
George Adams (Kings Mountain, 15 maggio 1949) è un ex cestista statunitense, professionista nella ABA.

## Carriera
Venne selezionato dai Milwaukee Bucks al terzo giro del Draft NBA 1972 (46ª scelta assoluta).